# Jardín Botánico de Saint-Vincent-de-Paul
El Jardín botánico de Saint-Vincent-de-Paul (en francés: Jardin Botanique de Saint-Vincent-de-Paul o también Jardin botanique - Planète Pelargonium) es un jardín botánico de 1160 m² de extensión especializado en el género Pelargonium en Saint-Vincent-de-Paul Landes, Francia.
El Vivero tiene el reconocimiento de "Collection National" por el Conservatorio de colecciones vegetales especializadas (CCVS) por su colección de Pelargoniums de 1200 taxones.

## Localización
Se encuentra en la proximidad de la basílica de Buglose, erigida en el lugar de nacimiento de San Vicente de Paul.
Jardin Botanique Planète Pelargonium 98 impasse du Beth 40990 Saint-Vincent-de-Paul Landes, L´Aquitaine France-Francia.
Para visitar contactar primero con la dirección. Visita de grupo mínimo de 10 personas. Se paga una tarifa de entrada.

## Historia
La compañía fue fundada en 1978 por el Sr. Jean-Paul Sirven. En ese momento la actividad era muy pequeña, sólo de legumbres y hortalizas: la venta en los mercados locales y un poco en el lugar de producción, con el énfasis en la calidad
En 1982, tras la muerte accidental de su creador, su padre Sr. Raymond Sirven decide continuar y hacer crecer el negocio. Ninguno de ellos tiene ningún tipo de formación en "horticultura", pero los viveros fueron prosperando.
En 1984, la señora Yvette Sirven hizo cargo después de la jubilación del Sr. Raymond Sirven. En 1985 tras el matrimonio de Fournet Yannick con Danielle la hija del sr. y sra Sirven la empresa toma un nuevo rumbo al adquirir algunos geranios plantas que tienen sus orígenes en Sudáfrica.
En 1991, la colección de Pelargonium consta de 40 taxones. En este año se crea la asociación de viveristas "ASPECO" « "Association des Pépiniéristes Collectionneurs"» (Asociación de Viveristas Coleccionistas). Bajo el impulso del sr Jean Thoby, tuvo la primera exposición y venta de "plantas raras" en la primavera de 1991 en Gaujacq (40 landas).
En 1992, la compañía se llama: "Earl FLEURS DE GASCOGNE". En ese mismo año participa en la edición de la más importante expo-venta de plantas raras de Francia journées de Courson.
En 1995, la colección es reconocida como "Collection Nationale de Perlagoniums" por el CCVS (conservatoire des collections végétales spécialisées), en ese momento constaba de 700 taxones e iba en desarrollo  con intercambios con otros productores de Gran Bretaña, Italia, etc….
Actualmente (2015), la colección consta de más de 1200 taxones
En este jardín la gestión del agua es tema prioritario, jardín en total Protección Biológica Integrada.

## Colecciones
Este jardín botánico está consagrado al cultivo y conservación de especies del género pelargonium, alberga más de 1200 especies y varidades.
Junto a ellos se cultivan otras plantas raras o no frecuentes.
- Jardín interior en un invernadero de 360 m²;
- Jardín exterior con 800 m²;
- Muro vegetal;

Algunas vistas del interior del invernadero del "Jardin botanique - Planète pelargonium".

Detalles
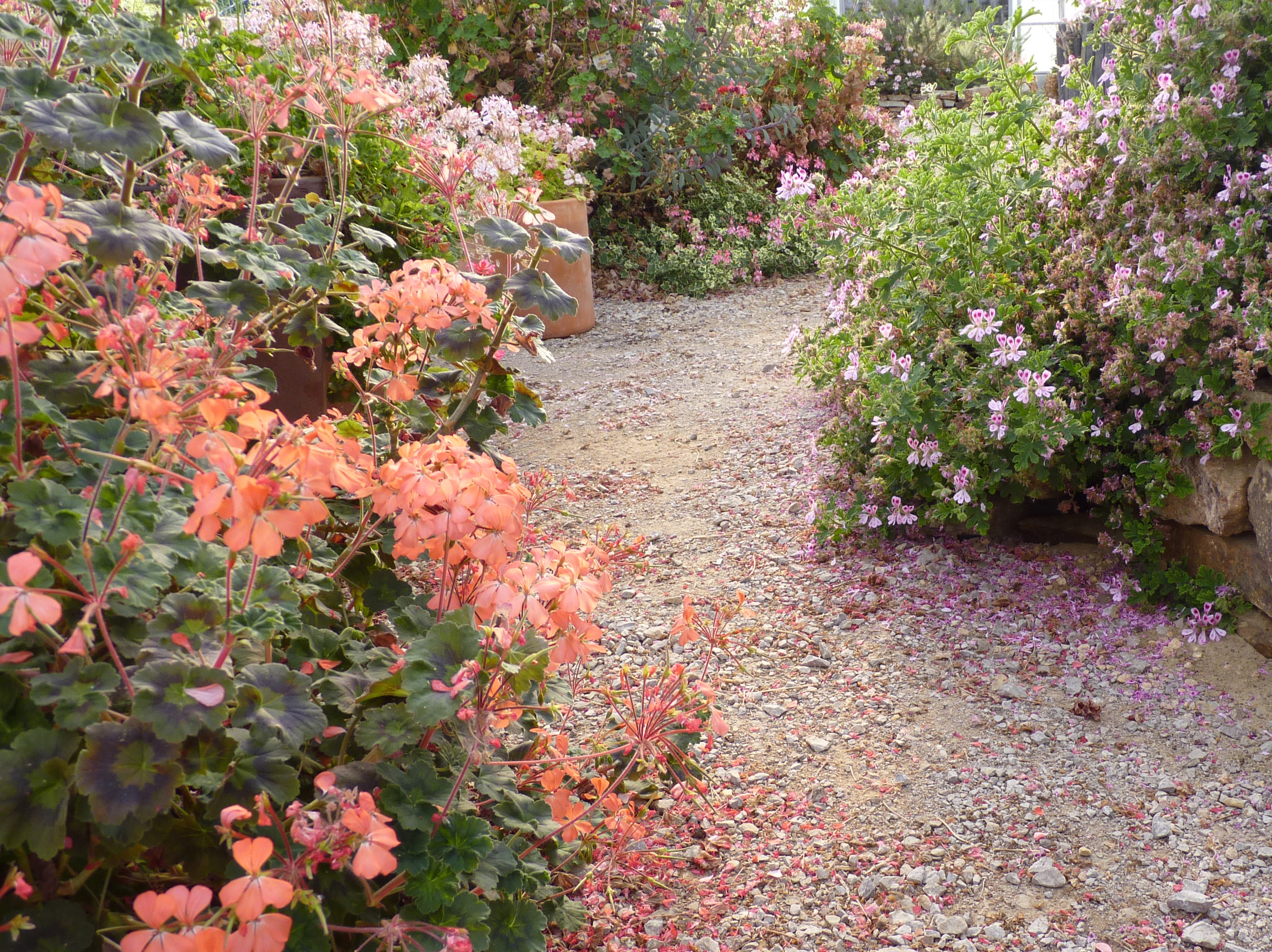
Especies y variedades de Pelargonium.
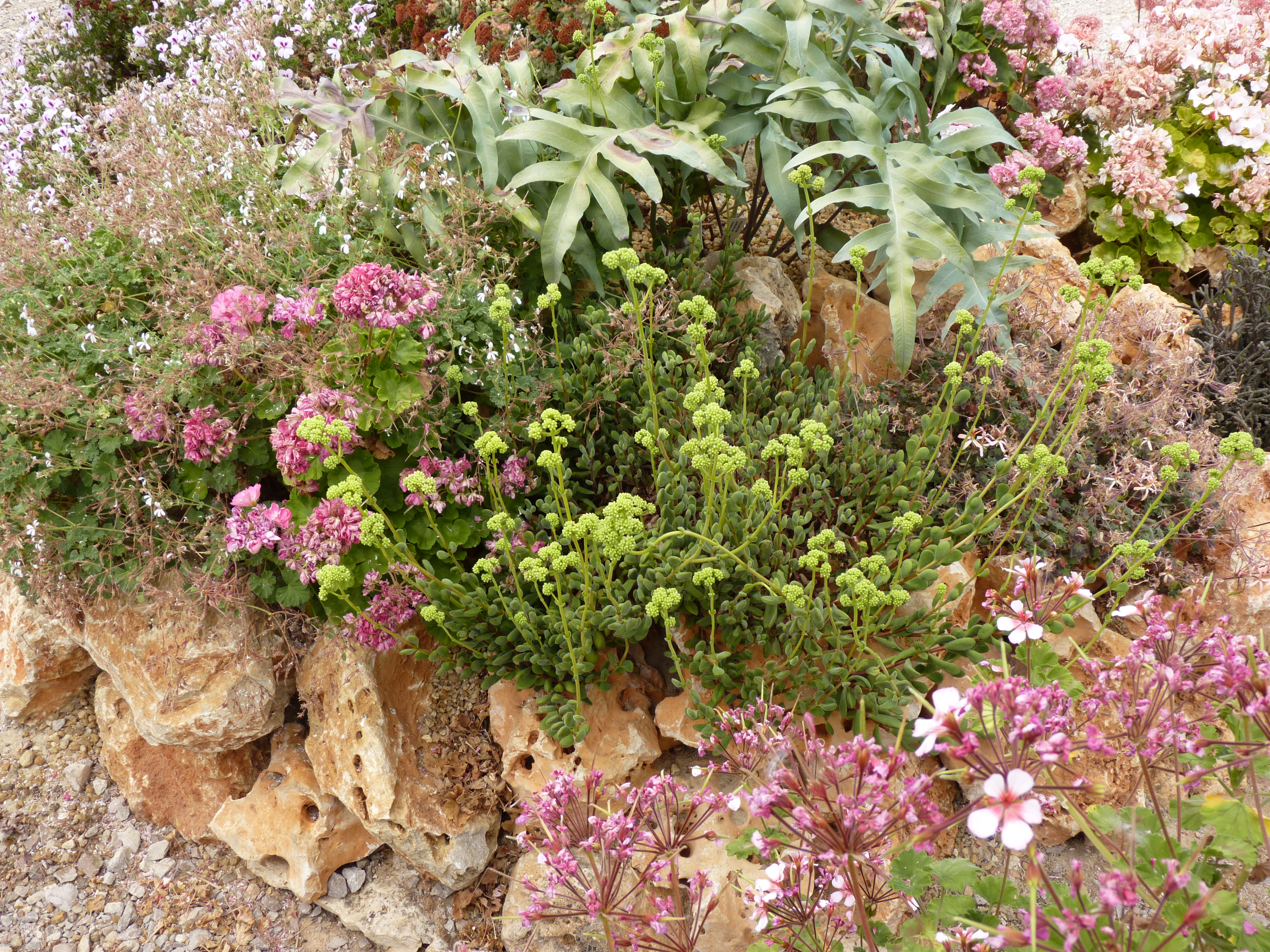
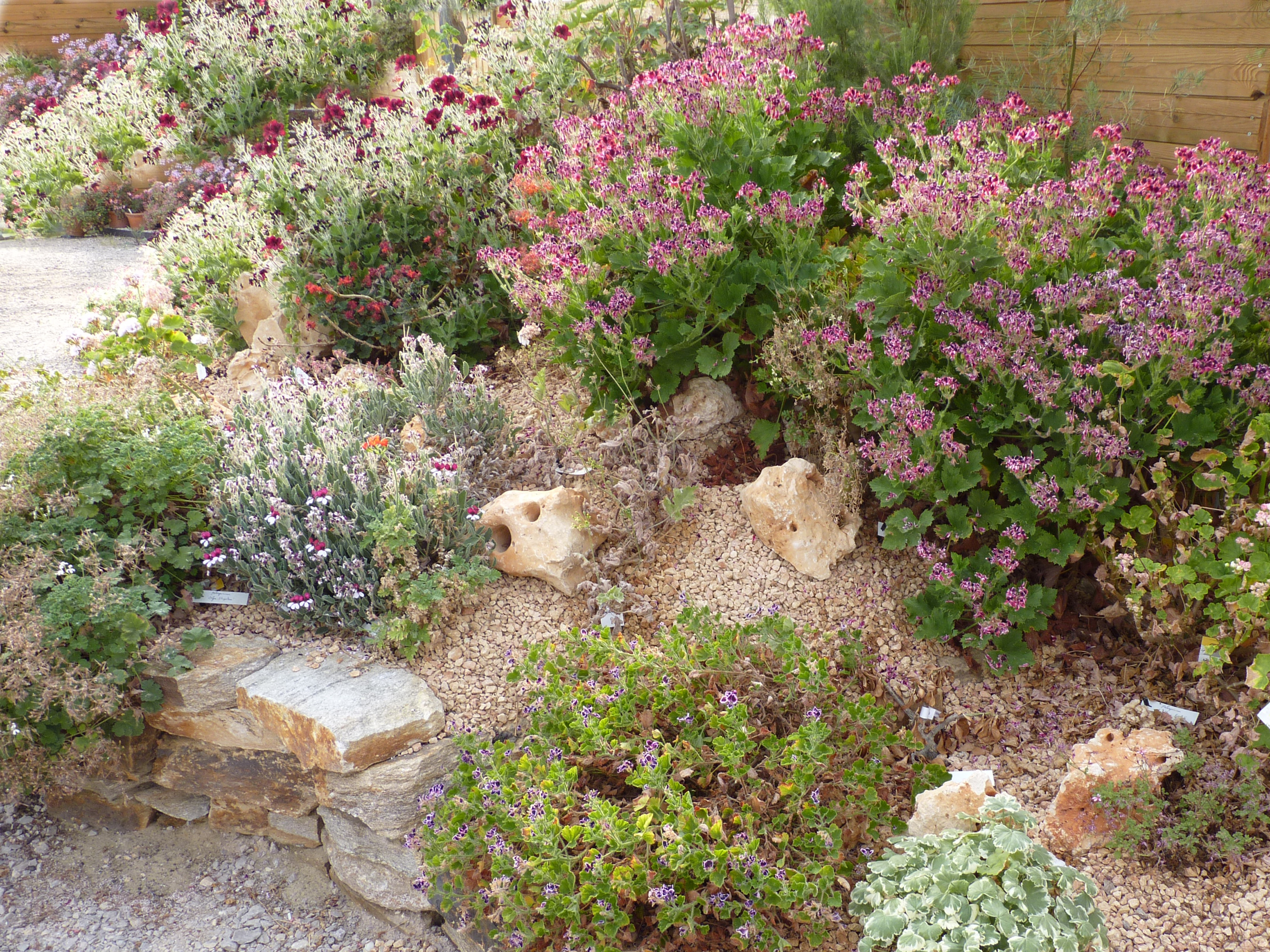